# 嶋梨夏
嶋 梨夏（しま りか、1989年8月16日 - ）は、日本の元アイドル、女優。2013年に結成された日本の女性アイドルグループChubbiness（チャビネス）の元メンバー。 兵庫県出身。

## 略歴
『ぷに子が日本をHAPPYに』を合言葉に、2013年6月にavexとCanCamが手を組んで開催した「全国ぷに子オーディション」で約3,500名の中から選ばれたChubbiness（チャビネス）のメンバーとなる。楽曲プロデュースは古坂大魔王が行い、ピコ太郎の姉妹ユニットとして2013年から2019年までユニット活動。担当カラーはベビーピンク。2019年3月9日、Chubbiness全員の卒業をもって女優として活動。2021年3月31日をもってエイベックス・マネジメントを退社しフリーランスになった。

## 人物
- 趣味は、パワースポット巡り、甘党、和菓子好き、富士山好き。
- 特技は、ういろう売りのセリフ、マッサージ、長距離走、水回り掃除、絵本の読み聞かせ。

## 活動

### 舞台
2015年
- アリスインプロジェクト『新・戦国降臨ガール』（2015年10月21日 - 25日、新宿・全労済ホールスペース・ゼロ） - 大柴田カツ子 役

2017年
- SANETTY Produce『不思議の国のカンタータ 〜泣き声混じりの空想歌〜』（2017年11月22日 - 26日、新宿村LIVE） - パトリシア 役（ダブルキャスト）

2018年
- 『チャビネスエンターテイメントショー』グループ演劇公演

2019年
- SANETTY Produce『不思議の国のカンタータ 〜泣き声混じりの空想歌〜』再演（2019年2月12日 - 16日、渋谷・CBGKシブゲキ!!） - パトリシア 役（ダブルキャスト）
- 朝倉薫プロデュース・ガールズハイパーミュージカル『スタントウーマン!』華厳組（2019年8月6日 - 12日、築地本願寺ブディストホール） - 加藤監督 役

2020年
- 首都演劇部『スティングガールズ』（2020年1月10日 - 19日、ザムザ阿佐ヶ谷） - 仁美 役
- 企画演劇集団ボクラ団義『re-call』（2020年2月20日 - 3月1日、新宿村LIVE） - 田上夏子 役
- 朝倉薫プロデュース・ガールズハイパーボイシング『タイラーV』TERRA組（2020年3月24日 - 29日、新宿シアターブリッツ） - ヒロイン アザリン 役
- マルガリータ企画『マルガリータピザ2nd CUT』（2020年9月9日 - 13日、新宿シアターミラクル）
- 宮崎理奈プロデュース『MIX! こんなベタなことが私におこるなんて、思ってもみなかった。』（2020年11月18日 - 11月23日、渋谷・CBGKシブゲキ!!） - ルナ役
- 制作「山口ちはる」プロデュース『君の顔なんかイモみたい』（2020年12月18日 - 12月26日、下北沢スターダスト） - マコ 役

2021年
- 朝倉薫プロデュース・ガールズハイパーミュージカル『恋する悪魔』桜組（2021年3月16日 - 21日、新宿・シアターブラッツ） -  刻祭青 役
- 劇団バルスキッチン『どぎまぎメモリアル』（2021年4月21日 - 25日、高島平・バルスタジオ） - 虹谷沙希 役
- 朝倉薫プロデュース・ガールズハイパーミュージカル『タイラーF』（2021年6月8日 - 13日、新宿・シアターブラッツ） -  エーミール 役
- 朝倉薫プロデュース・ガールズハイパーミュージカル『LOVE ME DOLL』EARTH組（2021年11月10日 - 14日、シアターブラッツ） - 図書館の女王 役

2024年
- 『ドレミの歌』（2024年5月9日 - 12日、東京芸術劇場 シアターウエスト / 5月18日・19日、長久手市文化の家 風のホール）
- 劇団虚幻癖『GHOST MIX V』（2024年6月12日 - 16日、築地・ブディストホール） - 蘆屋玉子 役

### TV
- ショートアニメ『紙兎ロペ 笑う朝には福来るってマジっすか！？』（めざましテレビ）- 羊のキャラクター（声優）
- 『金曜★ロンドンハーツ』（2016年11月11日、テレビ朝日系列）

### CM
- クラシエ『ナイーブ』静岡

### イベント
- 2019年中国人気キャラクター『長草くん』イメージガール就任

### ゲーム
- ラグナドール 妖しき皇帝と終焉の夜叉姫（2021年9月、iOS/Android） - 以津真天 役[18]

### Chubbiness時代
- Chubbinessオフィシャルサイト
- Chubbinessオフィシャルブログ　ぷにぷにeveryday - Ameba Blog
- チャビネス【公式】Chubbiness - YouTubeチャンネル